# 3212 Agricola
3212 Agricola este un asteroid din centura principală, descoperit pe 19 februarie 1938 de Yrjö Väisälä.